# 31563 Bourdelledemicas
31563 Bourdelledemicas è un asteroide della fascia principale. Scoperto nel 1999, presenta un'orbita caratterizzata da un semiasse maggiore pari a 2,415235 UA e da un'eccentricità di 0,119222, inclinata di 3,446926° rispetto all'eclittica. Ha un diametro di 7,079 km.